# ديك روزنتال
ديك روزنتال (بالإنجليزية: Dick Rosenthal)‏ مواليد 20 يناير 1933، هو لاعب كرة سلة أمريكي. بدأ مسيرته الاحترافية في سنة 1954. اختير من قبل فريق ديترويت بيستونز خلال الدرافت. حمل الرقم 15. بلغ طوله 6 قدم 5 بوصة (2.0 م). اعتزل اللعب في 1957.

## روابط خارجية
- ديك روزنتال على موقع إن بي أي (الإنجليزية)
- ديك روزنتال على موقع سبورتس رفرنس (الإنجليزية)
- ديك روزنتال على موقع كلية كرة السلة في سبورتس رفرنس.كوم (الإنجليزية)
- ديك روزنتال على موقع ريلجم (الإنجليزية)
- ديك روزنتال على موقع بروبوليرز (الإنجليزية)